# Pincahuacho
Pincahuacho es una localidad peruana ubicada en la región Apurímac, provincia de Aymaraes, distrito de Chalhuanca. Está a una altitud de 3098 m s. n. m. Tenía una población de 183 habitantes según el censo de 1993.
La localidad cuenta con una posta médica.
Cuenta con baños termales. Las temperaturas de las aguas pueden alcanzar temperaturas de 73 °C. Se les atribuye propiedad para tratar el reumatismo y la bronquitis. Son clasificadas con Ph neutro, ligeramente alcalina.

## Clima
| Parámetros climáticos promedio de Pincahuacho | Parámetros climáticos promedio de Pincahuacho | Parámetros climáticos promedio de Pincahuacho | Parámetros climáticos promedio de Pincahuacho | Parámetros climáticos promedio de Pincahuacho | Parámetros climáticos promedio de Pincahuacho | Parámetros climáticos promedio de Pincahuacho | Parámetros climáticos promedio de Pincahuacho | Parámetros climáticos promedio de Pincahuacho | Parámetros climáticos promedio de Pincahuacho | Parámetros climáticos promedio de Pincahuacho | Parámetros climáticos promedio de Pincahuacho | Parámetros climáticos promedio de Pincahuacho | Parámetros climáticos promedio de Pincahuacho |
| Mes                                           | Ene.                                          | Feb.                                          | Mar.                                          | Abr.                                          | May.                                          | Jun.                                          | Jul.                                          | Ago.                                          | Sep.                                          | Oct.                                          | Nov.                                          | Dic.                                          | Anual                                         |
| --------------------------------------------- | --------------------------------------------- | --------------------------------------------- | --------------------------------------------- | --------------------------------------------- | --------------------------------------------- | --------------------------------------------- | --------------------------------------------- | --------------------------------------------- | --------------------------------------------- | --------------------------------------------- | --------------------------------------------- | --------------------------------------------- | --------------------------------------------- |
| Temp. máx. media (°C)                         | 20.5                                          | 20.4                                          | 20.2                                          | 20.8                                          | 20.7                                          | 19.9                                          | 19.7                                          | 20.6                                          | 21                                            | 22.8                                          | 22.5                                          | 21.1                                          | 20.9                                          |
| Temp. media (°C)                              | 13.1                                          | 13.2                                          | 13.1                                          | 13                                            | 12.1                                          | 10.8                                          | 10.5                                          | 11                                            | 12.2                                          | 13.5                                          | 13.6                                          | 13.3                                          | 12.5                                          |
| Temp. mín. media (°C)                         | 5.8                                           | 6                                             | 6                                             | 5.2                                           | 3.5                                           | 1.8                                           | 1.3                                           | 1.5                                           | 3.5                                           | 4.3                                           | 4.7                                           | 5.5                                           | 4.1                                           |
| Fuente: climate-data.org                      |                                               |                                               |                                               |                                               |                                               |                                               |                                               |                                               |                                               |                                               |                                               |                                               |                                               |